# Сент-Лоренс (округ)
Округ Сент-Лоренс (англ. St. Lawrence County) — округ на севере штата Нью-Йорк, США. Население округа на 2000 год составляло 111 919 человек. Административный центр округа — деревня Кантон.

## История
Округ Сент-Лоренс основан в 1802 году. Источник образования округа Сент-Лоренс: округа Клинтон, Херкимер и Монтгомери.

## География
Округ занимает площадь 7306,4 км2.

## Демография
Согласно переписи населения 2000 года, в округе Сент-Лоренс проживало 111 919 человек. По оценке Бюро переписи населения США, к 2009 году население уменьшилось на 2%, до 109 715 человек. Плотность населения составляла 15 человек на квадратный километр.